# Anthomyia cannabina
Anthomyia cannabina este o specie de muște din genul Anthomyia, familia Anthomyiidae. A fost descrisă pentru prima dată de Stein în anul 1916. Conform Catalogue of Life specia Anthomyia cannabina nu are subspecii cunoscute.